# Pačetin
Pačetin (srp. ćir. Пачетин; mađ. Pacsinta), je naselje u Republici Hrvatskoj, u sastavu Općine Trpinja, Vukovarsko-srijemska županija. 

## Stanovništvo
Prema popisu stanovništva iz 2001. godine, naselje je imalo 668 stanovnika te 238 obiteljskih kućanstava.
| broj stanovnika | 826   | 916   | 988   | 1056  | 1109  | 1166  | 1073  | 1110  | 896   | 878   | 983   | 973   | 925   | 851   | 668   | 541   | 381   |
|                 | 1857. | 1869. | 1880. | 1890. | 1900. | 1910. | 1921. | 1931. | 1948. | 1953. | 1961. | 1971. | 1981. | 1991. | 2001. | 2011. | 2021. |

## Kultura
U Pačetinu od 1999. godine postoji dramski ansambl KUD "Branko Radičević". U njegovoj organizaciji se svake godine početkom lipnja održavaju Međunarodni susreti dramskih amatera - "MESDAM". Predstave se odvijaju na hrvatskom i srpskom jeziku, a također se daju i predstave za djecu. Manifestaciju prate i popratni sadržaji kao što su izložbe slika, skulptura, ikona itd. Pored toga, KUD organizira i "Svetosavsku besedu".

## Poznate osobe
- Goran Hadžić, osuđeni ratni zločinac[7][8]
- Branko B. Kovačević, liječnik, pjesnik i humanist[9]

## Šport
- NK Sloga Pačetin
- Šahovski klub Sloga Pačetin

## Spomenici kulture
U središtu sela nalazi se pravoslavna crkva posvećena prijenosu moći sv. Nikole, podignuta vjerojatno krajem 18. stoljeća. Današnji ikonostas crkve postavljen je 1909. – 1910. godine, a ikone visoke kvalitete na njemu djelo su zagrebačkog slikara Ivana Tišova.